# Лыжные гонки на зимней Универсиаде 2015
Соревнования по лыжным гонкам в рамках зимней Универсиады 2015 года прошли с 25 января по 1 февраля в словацком Штрбске-Плесо. Разыграно 9 комплектов наград.

## Результаты

### Мужчины
| Дисциплина                                           | Золото                                                                      | Золото    | Серебро                                                                               | Серебро   | Бронза                                                        | Бронза    |
| ---------------------------------------------------- | --------------------------------------------------------------------------- | --------- | ------------------------------------------------------------------------------------- | --------- | ------------------------------------------------------------- | --------- |
| Спринт свободный стиль Финишный протокол             | Андрей Ларьков · Россия                                                     | 3:22.41   | Антон Гафаров · Россия                                                                | 3:22.59   | Рауль Шакирзянов · Россия                                     | 3:23.64   |
| 10 км классический стиль Финишный протокол           | Андрей Феллер · Россия                                                      | 23:29.2   | Артём Николаев · Россия                                                               | 23:30.0   | Валерий Гонтарь · Россия                                      | 23:39.3   |
| 4 x 7,5 км эстафета Финишный протокол                | Россия · Андрей Феллер · Артём Николаев · Рауль Шакирзянов · Андрей Ларьков | 1:22:49.0 | Казахстан · Александр Малышев · Евгений Величко · Евгений Бондаренко · Марк Старостин | 1:24:42.7 | Чехия · Якоб Кордац · Адам Феллнер · Якоб Граф · Даниель Мака | 1:25:46.0 |
| 30 км свободный стиль (масс-старт) Финишный протокол | Андрей Ларьков · Россия                                                     | 1:16:20.1 | Рауль Шакирзянов · Россия                                                             | 1:16:20.7 | Артём Николаев · Россия                                       | 1:16:21.7 |

### Женщины
| Дисциплина                                           | Золото                                                          | Золото  | Серебро                                                         | Серебро | Бронза                                           | Бронза  |
| ---------------------------------------------------- | --------------------------------------------------------------- | ------- | --------------------------------------------------------------- | ------- | ------------------------------------------------ | ------- |
| Спринт свободный стиль Финишный протокол             | Анастасия Слонова · Казахстан                                   | 3:22.75 | Эвелина Марчиж · Польша                                         | 3:22.93 | Светлана Николаева · Россия                      | 3:23.17 |
| 5 км классический стиль Финишный протокол            | Усатова Оксана · Россия                                         | 13:09.5 | Анастасия Слонова · Казахстан                                   | 13:27.6 | Лилия Васильева · Россия                         | 13:31.4 |
| 3 x 5 км эстафета Финишный протокол                  | Россия · Усатова Оксана · Виктория Каркина · Светлана Николаева | 47:47.1 | Казахстан · Анна Стоян · Виктория Ланчакова · Анастасия Слонова | 48:30.7 | Франция · Ирис Песси · Юлия Дево · Марион Буилле | 49:18.2 |
| 15 км свободный стиль (масс-старт) Финишный протокол | Анастасия Слонова · Казахстан                                   | 44:47.1 | Светлана Николаева · Россия                                     | 44:55.9 | Эвелина Марчиж · Польша                          | 45:02.3 |

### Смешанные соревнования
| Дисциплина                                  | Золото                                    | Золото   | Серебро                                   | Серебро  | Бронза                             | Бронза   |
| ------------------------------------------- | ----------------------------------------- | -------- | ----------------------------------------- | -------- | ---------------------------------- | -------- |
| Командный спринт классика Финишный протокол | Россия I Антон Гафаров Светлана Николаева | 19:56.98 | Россия II Рауль Шакирзянов Анна Поваляева | 20:00.84 | Чехия II Ян Срейл Каролина Грохова | 20:01.76 |

## Медальный зачёт в лыжных гонках
| Место | Страна    |   |   |   | Всего |
| ----- | --------- | - | - | - | ----- |
| 1     | Россия    | 7 | 5 | 5 | 17    |
| 2     | Казахстан | 2 | 3 | 0 | 5     |
| 3     | Польша    | 0 | 1 | 1 | 2     |
| 4     | Чехия     | 0 | 0 | 2 | 2     |
| 5     | Франция   | 0 | 0 | 1 | 1     |